# Jasmin Duraković
Jasmin Duraković (* 18. Juni 1966 in Bugojno, Bosnien-Herzegowina) ist ein bosnisch-herzegowinischer Regisseur, Produzent, Drehbuchautor, Dramatiker, Filmkritiker und Journalist.
Zu seinen bekanntesten Filmen gehören Sevdah für Karim und Nafaka. Sein Repertoire besteht aus Spiel- und Dokumentarfilmen.

## Leben

### Herkunft
Jasmin Durakovićs ist in der kleinen Ortschaft Glavice in der Gemeinde Bugojno geboren.

### Journalistenkarriere
Zu Beginn seiner Karriere schreibt er Mitte der 1980er Jahre in Jugendzeitungen über Filme und Video-Kunst. Anschließend arbeitet er zur bosnisch-herzegowinischen Zeitung „Valter“, wo er zuletzt als Chefredakteur tätig ist. In seinen nun mehr als 25 Jahren im Journalismus schrieb Jasmin Duraković für mehrere bosnisch-herzegowinische Zeitungen u. a. Bosanski pogled, Slobodna Bosna, BH Dani und Nedjelja. Im Jahr 2000 wurde er als Reporter des Jahres in Bosnien-Herzegowina geehrt.

### Filmkarriere
Seit 1990 arbeitet er im Film- und TV-Geschäft und gehört zu bedeutendsten Akteuren im bosnisch-herzegowinischen Rundfunk. In 20 Jahren produzierte er mehrere Fernsehsendungen, Reportagen und Kurzfilme. Seine bekannteste Sendung ist das Livemagazin „Čekajući 2001 – Sarajevo“.
Er war der erste Generaldirektor des neueingeführten föderalen Fernsehsenders RTV FBiH von 2001 bis 2008. Unter seiner Führung war das Föderale Fernsehen (FTV) in der Nachkriegszeit an mehreren Kinofilmen beteiligt u. a. 10 minuta, Gori vatra, Kod amidže Idriza, Ljeto u zlatnoj dolini, Go West, Sasvim lično, Dobro uštimani mrtvaci, Živi i mrtvi, Teško je biti fin, Snijeg, Turneja usw. Viele dieser Filme haben internationale Preise gewonnen. Der Film „10 minuta“ gewann 2002 den Europäischen Filmpreis Felix. Zu den beliebtesten TV-Serien in Bosnien-Herzegowina aus seiner Produktion gehören „Lud, zbunjen, normalan“ und „Pozitivna geografija“. Im Jahr 2004 war er zudem noch beim bosnisch-herzegowinischen Radio und Fernsehen (BHRT) tätig.
Zu seinen bekanntesten Filmen gehören „Nafaka“ (2006) und „Sevdah za Karima“ (2010) mit denen er an zahlreichen Internationalen Filmfestspielen angetreten ist. Seine zwei einzigen Theaterstücke sind „Grad od snova 2000“ (1999) und „Te sjajne godine opsade“ (2000). Diese Theaterstücke sind die ersten beiden Teile einer Trilogie, die der Belagerung der Stadt Sarajevo zwischen 1992 und 1995 gewidmet sind. Beide Stücke standen zwischen 2000 und 2001 im Volkstheater in Sarajevo auf der Bühne. Das Stück „Te sjajne godine opsade“ wurde während der Proben wegen antipatriotischer Inhalte und unpassender Darstellung der Ereignisse des letzten Krieges unterbrochen. Im März 2006 wurde das Stück dann in Tuzla aufgeführt. Im selben Jahr wurde dort auch „Grad od snova 2000“ erstmals auf der Bühne gezeigt. Im Jahr 2006 kam dann auch der dritte Teil, jedoch als Film heraus.

### Gegenwart
Jasmin Duraković lebt mit seiner Familie in Sarajevo und ist Eigentümer und Geschäftsführer der DEPO Group, dem zweitgrößten Online-Portal in Bosnien-Herzegowina.

## Filmografie

### Regie
- 1994: Kopali smo do sabaha – Dokumentarfilm
- 1997: Tišina i govor kamenih spavača – Dokumentarfilm
- 1998: Obećana zemlja – Dokumentarserie
- 1998: Sve ili metak – Kurzfilm
- 1998: Arizona, bosanska verzija – Kurzfilm
- 1998: Čuvar ljepote – Video art
- 1999: Neka bude – Dokumentarfilm
- 2000: Milenijski ćevap – Dokumentarfilm
- 2006: Nafaka – Spielfilm
- 2010: Sevdah za Karima – Spielfilm

## Theater
- 1999: Grad od snova 2000
- 2000: Te sjajne godine opsade